# 김봉겸
김봉겸(한자: 金奉謙, 1984년 5월 1일 ~ )은 대한민국의 전 축구 선수이자 지도자로, 현역 시철 포지션은 중앙수비수이다.

## 선수 경력
김봉겸은 2007년에 내셔널리그의 울산 현대미포조선 돌고래에 입단했다. 2008년 12월, 울산 미포조선의 감독이었던 최순호와 함께 새롭게 창단된 강원 FC로 이적하였다.
2009년 6월 21일에 열린 성남과의 리그 경기에서 프로 데뷔골과 두 번째 골을 기록하며 팀의 4 대 1 승리에 기여하였다.

## 클럽 통계
2009년 7월 25일 기준
| 클럽     | 클럽                     | 클럽       | 리그 | 리그 | 컵            | 컵            | 리그컵 | 리그컵 | 총계 | 총계 |
| 시즌     | 클럽                     | 리그       | 출장 | 득점 | 출장          | 득점          | 출장   | 득점   | 출장 | 득점 |
| 대한민국 | 대한민국                 | 대한민국   | 리그 | 리그 | 대한민국 FA컵 | 대한민국 FA컵 | 리그컵 | 리그컵 | 합계 | 합계 |
| -------- | ------------------------ | ---------- | ---- | ---- | ------------- | ------------- | ------ | ------ | ---- | ---- |
| 2007     | 울산 현대미포조선 돌고래 | 내셔널리그 | 20   | 1    | 2             | 0             | -      | -      | 22   | 1    |
| 2008     | 울산 현대미포조선 돌고래 | 내셔널리그 | 28   | 7    | 2             | 0             | -      | -      | 30   | 7    |
| 2009     | 강원 FC                  | K-리그     | 15   | 2    | 1             | 0             | 2      | 0      | 18   | 2    |
| 총 계    | 총 계                    | 총 계      | 63   | 10   | 5             | 0             | 2      | 0      | 70   | 10   |

## 수상

### 팀
고려대학교
- 전국대학축구대회 우승 2회 (2005, 2006)

울산 현대미포조선 돌고래
- 내셔널리그 우승 2회 (2007, 2008)
- 대통령배 전국축구대회 우승 1회 (2008)

### 개인
- 전국대학축구대회 수비상 1회 (2006)